# Neuville-Saint-Rémy
Neuville-Saint-Rémy is een gemeente in het Franse Noorderdepartement (Frans: département du Nord) (regio Hauts-de-France). De plaats maakt deel uit van het arrondissement Cambrai. Neuville-Saint-Rémy telde op 1 januari 2022 3.909 inwoners.

## Geografie
De oppervlakte van Neuville-Saint-Rémy bedroeg op 1 januari 2022 2,37 vierkante kilometer; de bevolkingsdichtheid was toen 1.649,4 inwoners per km².

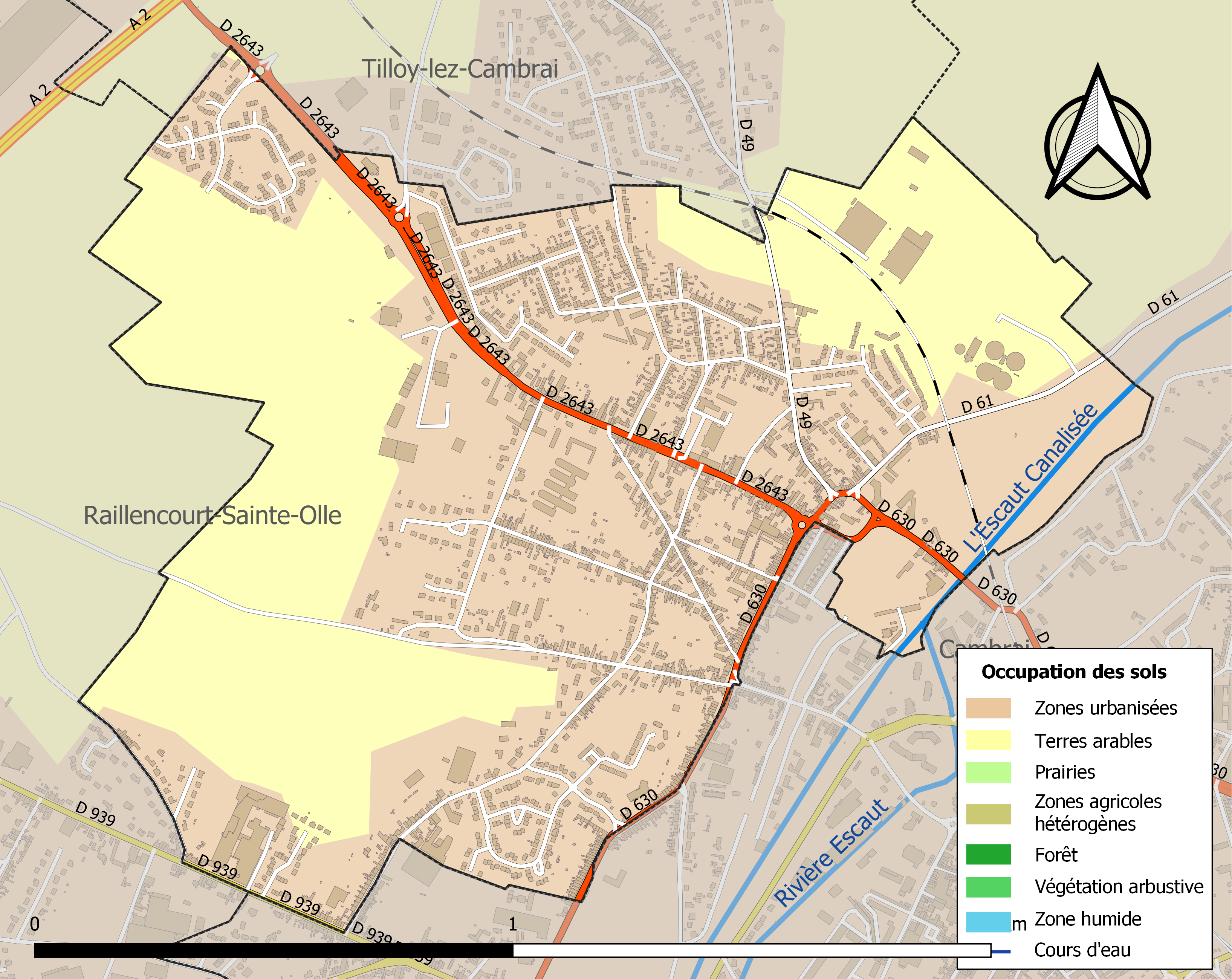
Kaart van de gemeente met belangrijkste infrastructuur, bodemgebruik en omliggende gemeenten

## Demografie
Onderstaande figuur toont het verloop van het inwonertal (bron: INSEE-tellingen).